# Ricardo Noir
Ricardo Daniel Noir Meyer (Villa Elisa, 26 febbraio 1987) è un calciatore argentino, attaccante del Paysandú.

## Caratteristiche tecniche
Gioca coma centravanti.

## Palmarès

### Competizioni nazionali
- Campionato argentino: 1

Boca Juniors: 2008 (A)
- Campionato argentino di seconda divisione: 1

Banfield: 2013-2014

### Competizioni internazionali
- Recopa Sudamericana: 1

Boca Juniors: 2008